# عبد الوهاب طواف
عبد الوهاب طواف هو دبلوماسي يمني. استقال من منصبه كسفير في سوريا خلال ثورة الشباب اليمنية 2011.